# Tramwaje w Manili
Tramwaje w Manili − zlikwidowany system komunikacji tramwajowej w stolicy Filipin, Manili.

## Historia
Tramwaje konne w Manili uruchomiono w 1880. 10 kwietnia 1905 ruszyły pierwsze tramwaje elektryczne. W 1920 w mieście było 53 km tras po których kursowało 17 linii. Tabor tramwajowy liczył 110 wagonów. Tramwaje zlikwidowano w 1944. 